# Eugene Kash
Eugene „Jack“ Leon Kash (* 1. Mai 1912 in Toronto/Ontario; † 6. März 2004 ebenda) war ein kanadischer Geiger, Dirigent und Musikpädagoge.

## Leben
Kash hatte von 1918 bis 1928 Violinunterricht bei Luigi von Kunits. Er setzte seine Ausbildung am Curtis Institute of Music in Philadelphia bei Arthur Meieff (1928–31) und bis 1925 in der Tschechoslowakei bei Otakar Ševčík und an der Wiener Musikakademie bei Bronisław Huberman fort. Er spielte im Neuen Wiener Konzertorchester unter Hermann Scherchen, Otto Klemperer und Pierre Monteux und besuchte 1935 die Meisterklasse von William Primrose in London. Seine Violinausbildung vervollkommnete er bei Kathleen Parlow in Toronto (1930–1941) und Demetrius Constantine Dounis in New York (1947), außerdem nahm er in den 1950er Jahren Dirigierunterricht bei William Steinberg und Igor Markevitch.
Von 1934 bis 1942 war Kash Mitglied des Toronto Symphony Orchestra und spielte in den Rundfunkorchestern der CBC. Ab 1942 arbeitete er für den National Film Board of Canada, dessen musikalischer Leiter er von 1948 bis 1950 war. Außerdem war er ab 1944 Konzertmeister und von 1950 bis 1957 Dirigent des Ottawa Philharmonic Orchestra, mit dem er eine erfolgreiche Kinderkonzertreihe begründete, über die 1949 der Dokumentarfilm Children’s Concert entstand. Als Geiger gab er in den 1940er und 1950er Jahren Konzerte mit Greta Kraus und Pearl Palmason und spielte 1952 die Uraufführung von Murray Adaskins Sonatine baroque. In der von der Ohio State University ausgezeichneten CBC-Fernsehreihe The Magic of Music (1955–1958) führte er Kinder in die Instrumentenkunde, Musikgeschichte und -theorie ein.
1957 heiratete Kash die Sängerin Maureen Forrester, mit der er zwischen 1961 und 1975 regelmäßig beim Casals Festival in Puerto Rico auftrat. Ihre Kinder Linda und Daniel Kash wurden beide Schauspieler. In den 1960er Jahren widmete sich Kash besonders der musikalischen Bildung für Kinder und Jugendliche, so als Direktor der Jugendkonzerte des Fairfield County Symphony Orchestra (1961–1964) und Dirigent der Jugendkonzerte des Montreal Symphony Orchestra. 1971 spielte er in der CBC-Rundfunkreihe Musicscope Violinsonaten mit dem Pianisten John Newmark.
Von 1967 bis 1971 unterrichtete Kash an der Philadelphia Music Academy, danach bis 1973 an der York University. Von 1975 bis zu seinem Tod 2004 unterrichtete er Violine, Viola und Dirigieren am Royal Conservatory of Music in Toronto. Außerdem leitete er von 1975 bis 1985 das Toronto’s Etobicoke Philharmonic Orchestra und von 1975 bis 1980 das North York Teachers’ Orchestra.
1997 produzierte das Studio Favaro-Mallen Films Inc. den Dokumentarfilm Eugene Kash: Passionate Flight. Das Royal Conservatory ehrte ihn zu seinem 90. Geburtstag 2002 mit einem Konzert, und 2004 wurde er mit der Queen’s Silver Jubilee Medal und dem City of Toronto Award of Merit geehrt.
Eugene Kash starb am 6. März 2004 in seiner Heimatstadt Toronto.

## Quelle
- Eugene Kash. In:  Encyclopedia of Music in Canada. herausgegeben von The Canadian Encyclopedia (englisch, französisch).
- Eugene Kash bei IMDb

| Personendaten    | Personendaten                                                       |
| ---------------- | ------------------------------------------------------------------- |
| NAME             | Kash, Eugene                                                        |
| ALTERNATIVNAMEN  | Kash, Eugene Leon (vollständiger Name); Kash, Jack Leon (Spitzname) |
| KURZBESCHREIBUNG | kanadischer Geiger, Dirigent und Musikpädagoge                      |
| GEBURTSDATUM     | 1. Mai 1912                                                         |
| GEBURTSORT       | Toronto, Kanada                                                     |
| STERBEDATUM      | 6. März 2004                                                        |
| STERBEORT        | Toronto, Kanada                                                     |